# Soloneț, Soroca
Soloneț este un sat din cadrul comunei Stoicani din raionul Soroca, Republica Moldova.
Localitatea a fost atestată documentar la 17 ianuarie 1517. Aici sunt amplasate conacul lui Bjozowskz și o biserică cu hramul „Sfinții Arhangheli Mihail și Gavriil”.

## Etimologie
Numele localității provine de la termenul entopic românesc soloneț - „valea cu sărături”, „sărăturoasa”. În română, acest termen a pătruns din limba rusină. Sate cu numele Soloneț mai există și în județele Iași (1) și Suceava (2).

## Istorie
Unele surse indică că satul Soloneț din ținutul Sorocii este înregistrat pentru prima dată într-un act, din 17 ianuarie 1517, prin care descendenții lui Călian își vând moșia lui Luca Arbore, portarul Sucevei. Totuși acel hrisov se referă la satul Soloneț, de pe râul Soloneț din ținutul Sucevei.

## Demografie

### Structura etnică
Structura etnică a satului conform recensământului populației din 2004:
| Grup etnic         | Populație | % Procentaj |
| ------------------ | --------- | ----------- |
| Moldoveni / Români | 596       | 95,82%      |
| Ucraineni          | 10        | 1,61%       |
| Ruși               | 9         | 1,45%       |
| Găgăuzi            | 3         | 0,48%       |
| Țigani             | 2         | 0,32%       |
| Evrei              | 1         | 0,16%       |
| Alții              | 1         | 0,16%       |
| Total              | 622       | 100%        |

## Galerie de imagini

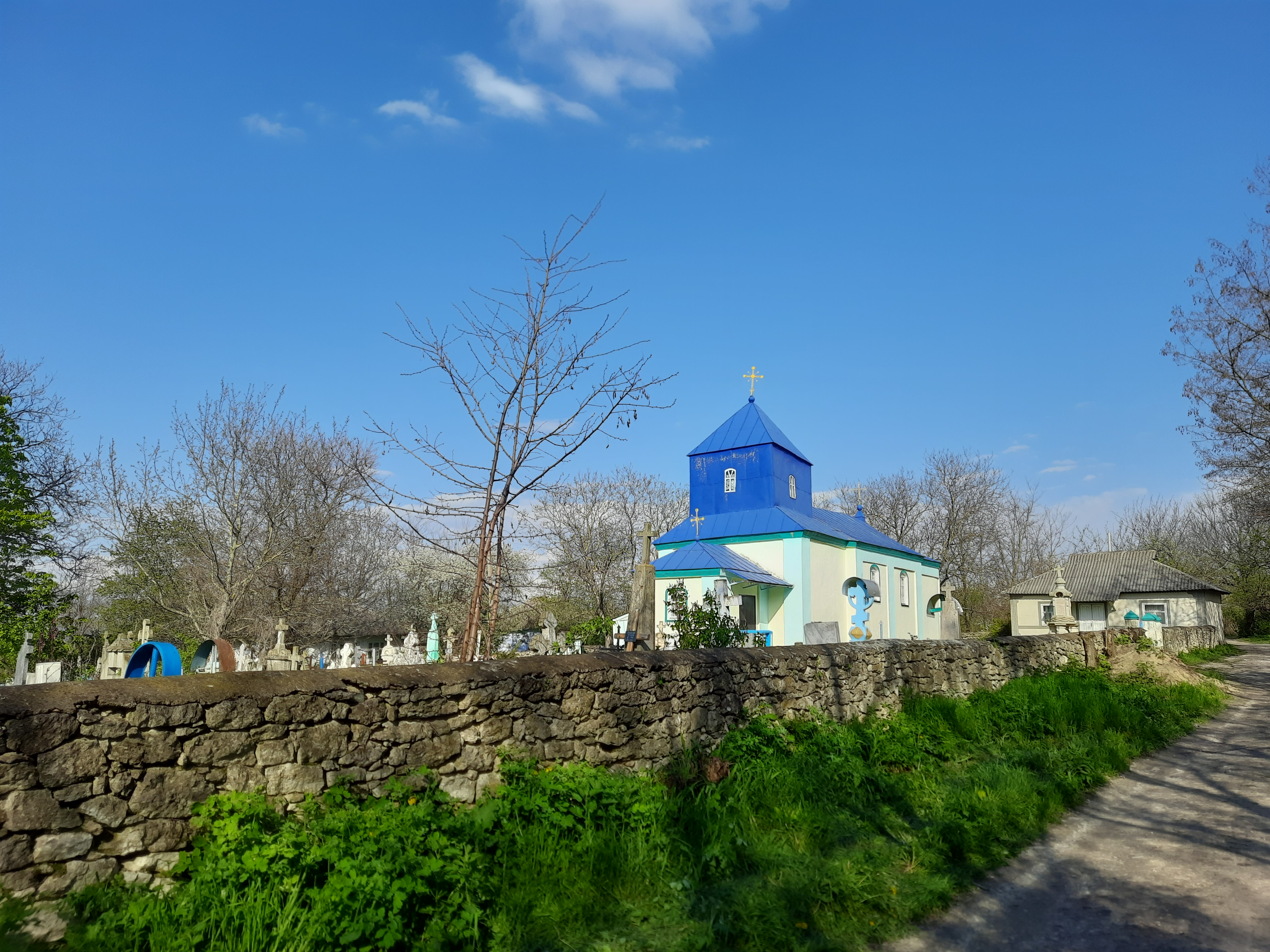
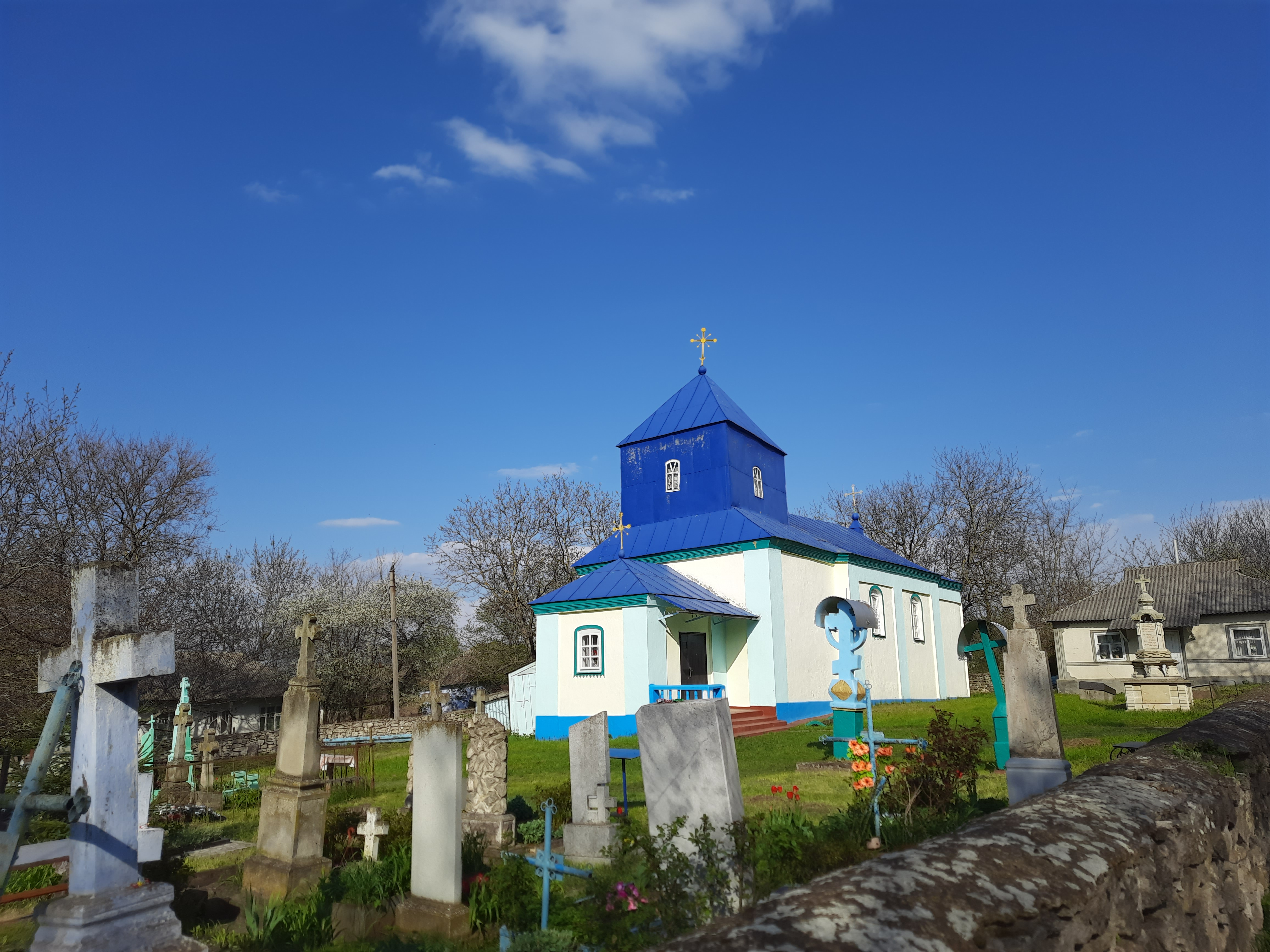
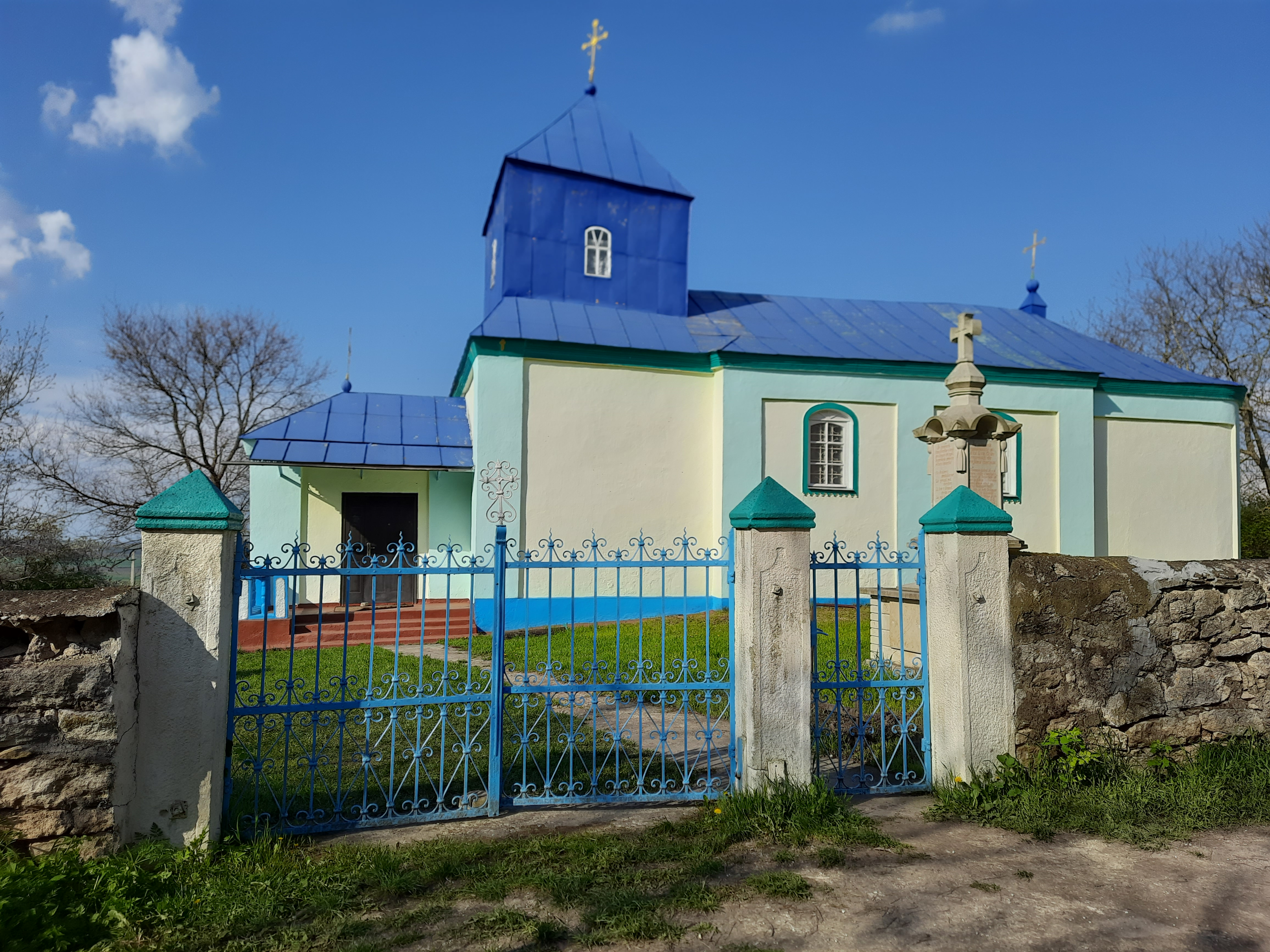
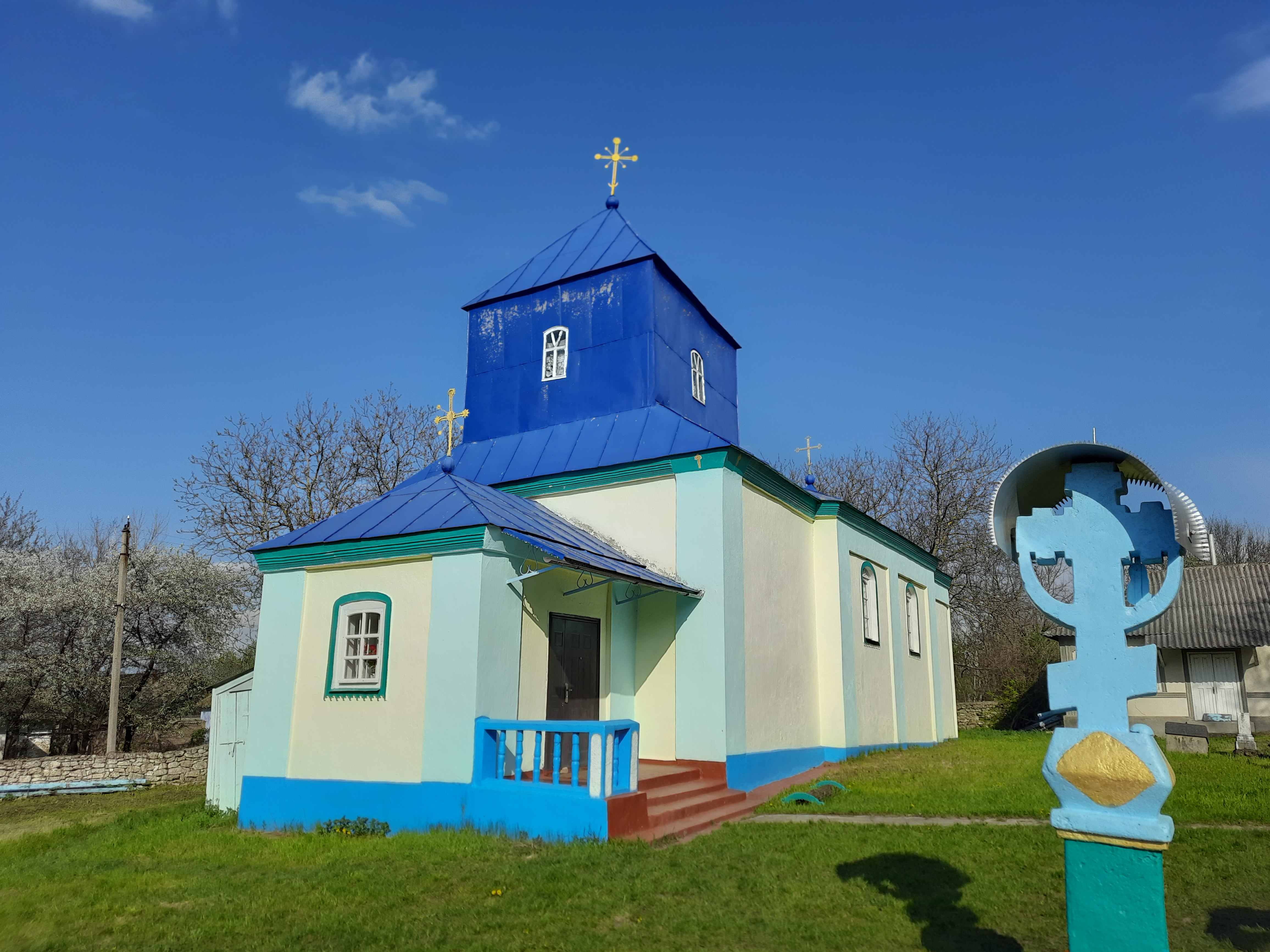
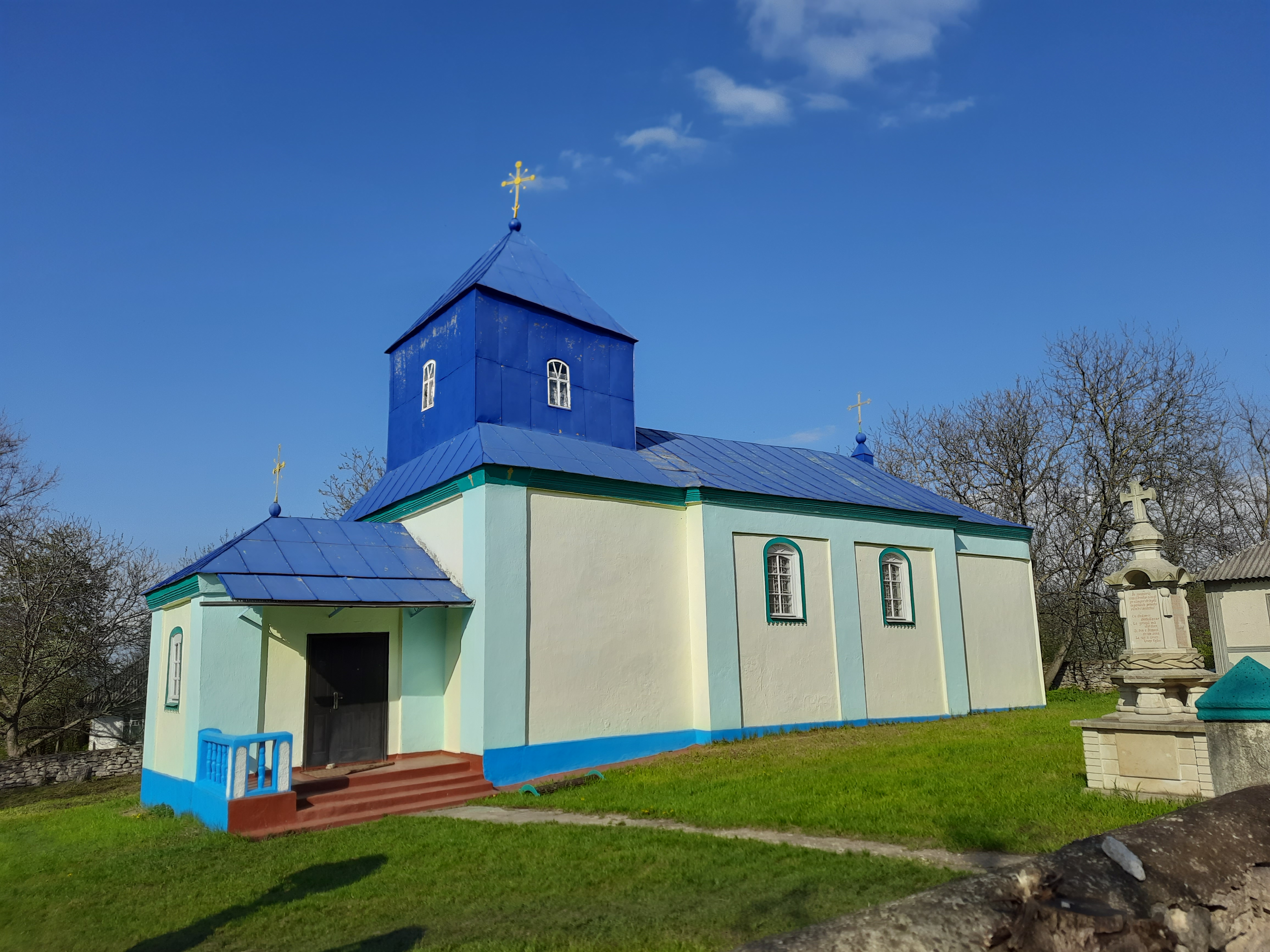
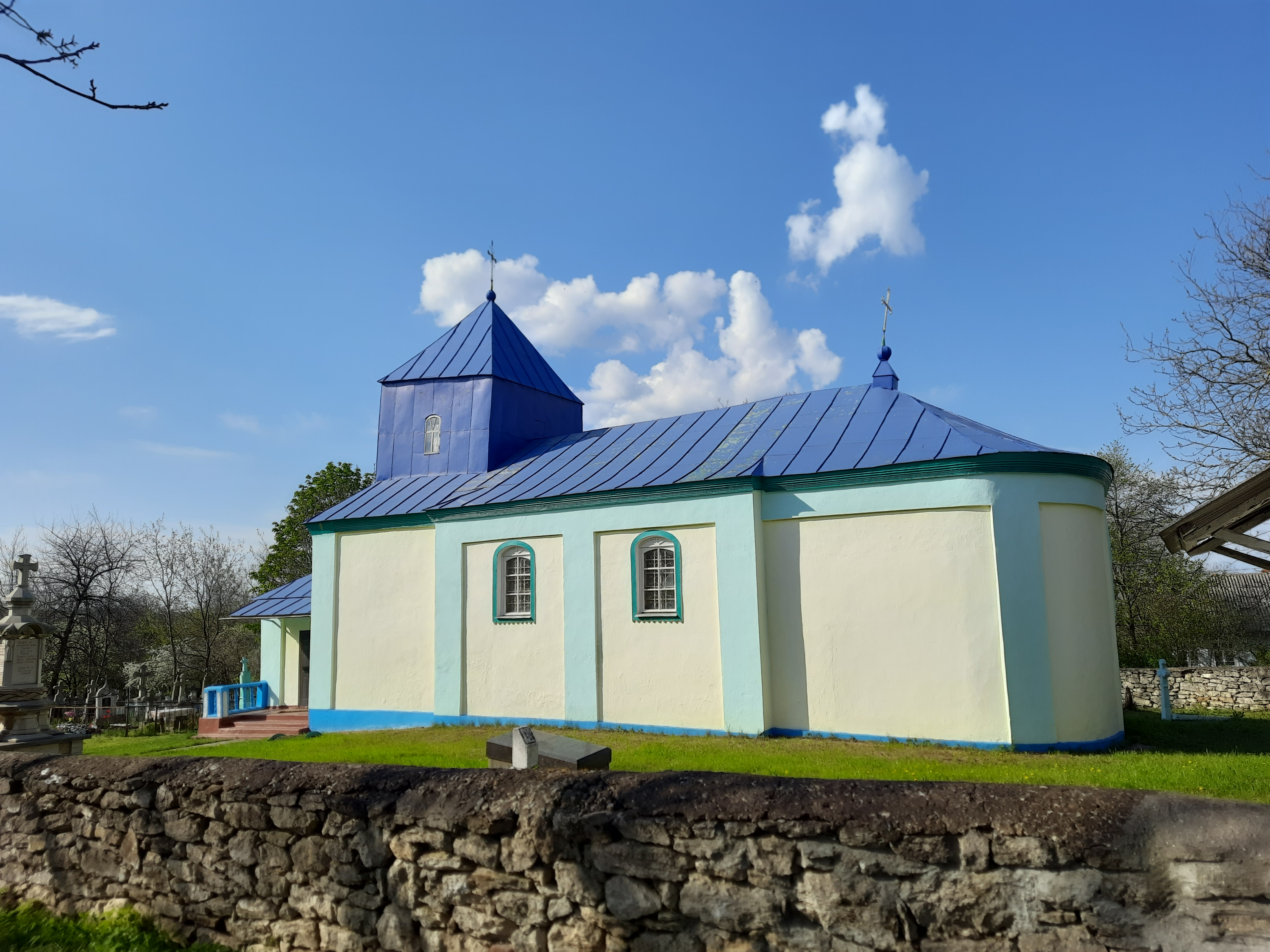
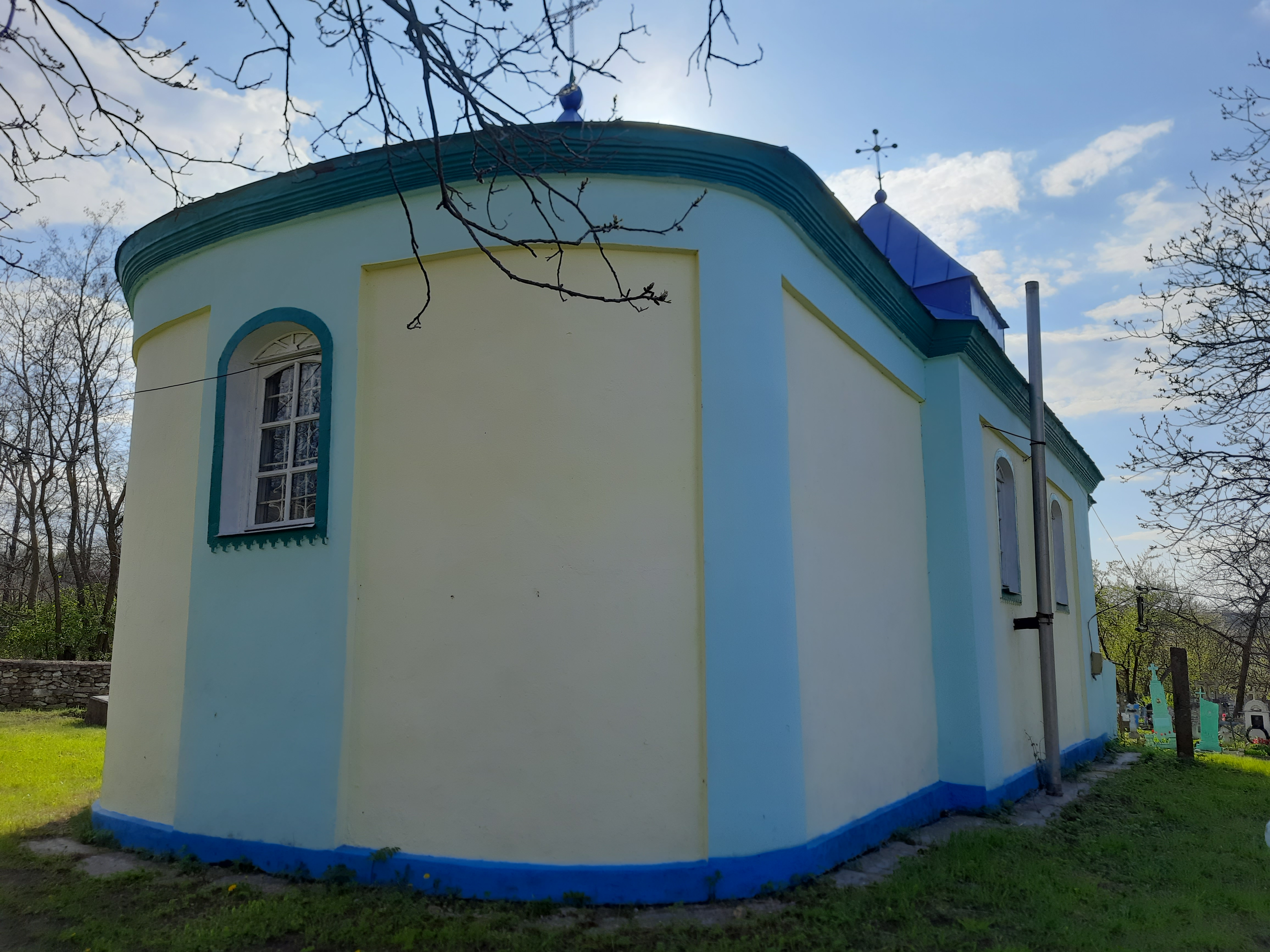
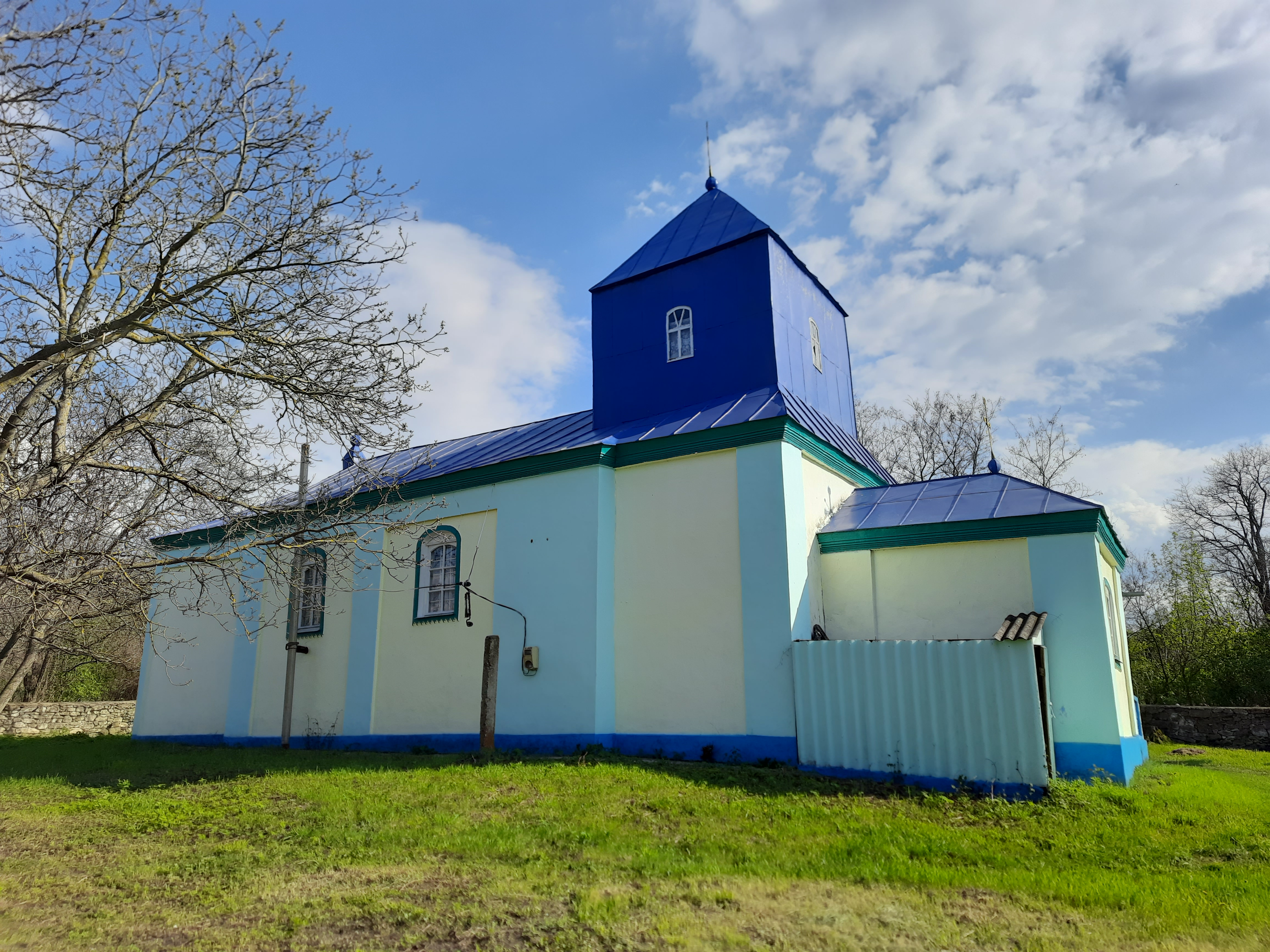
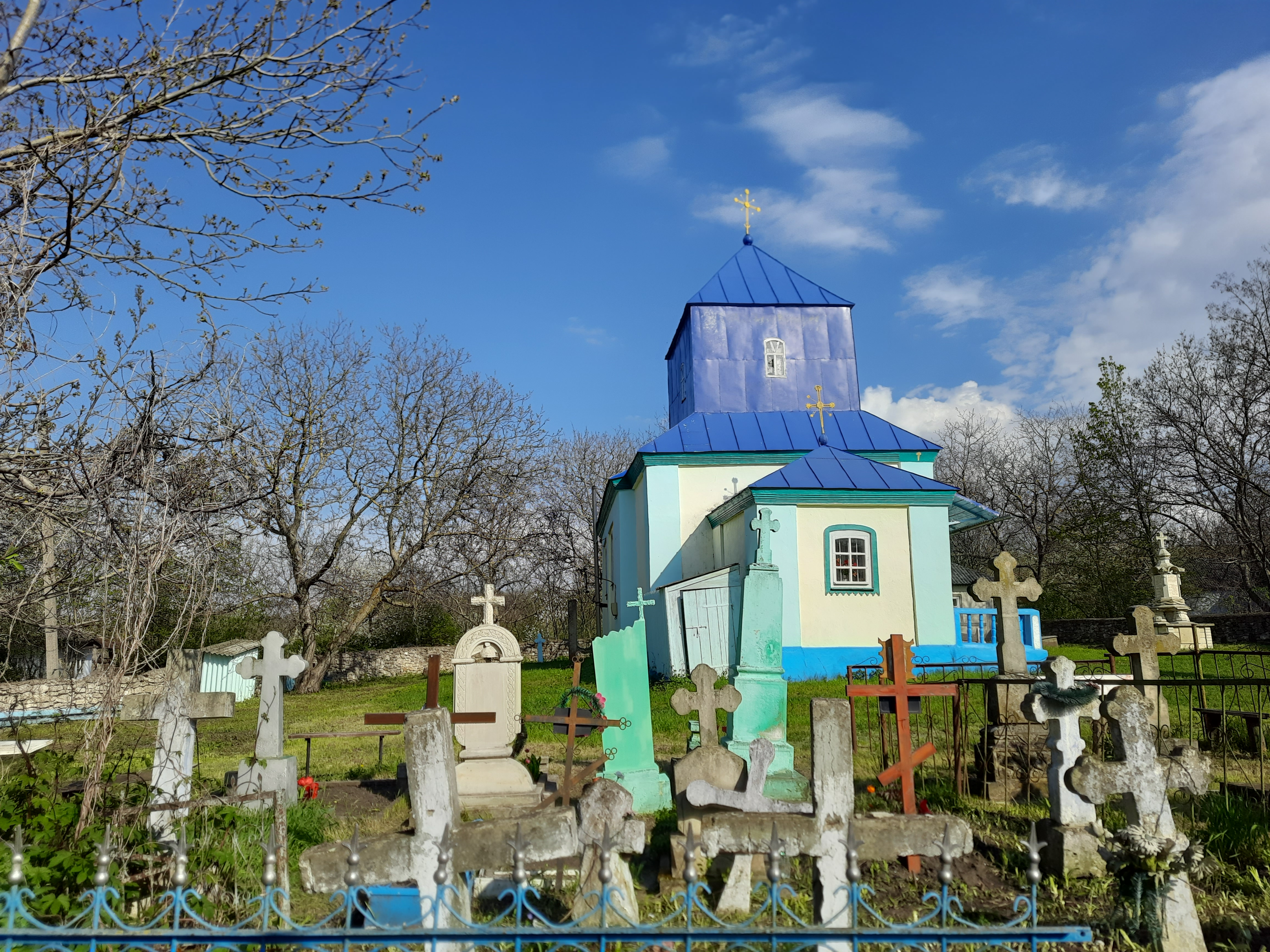
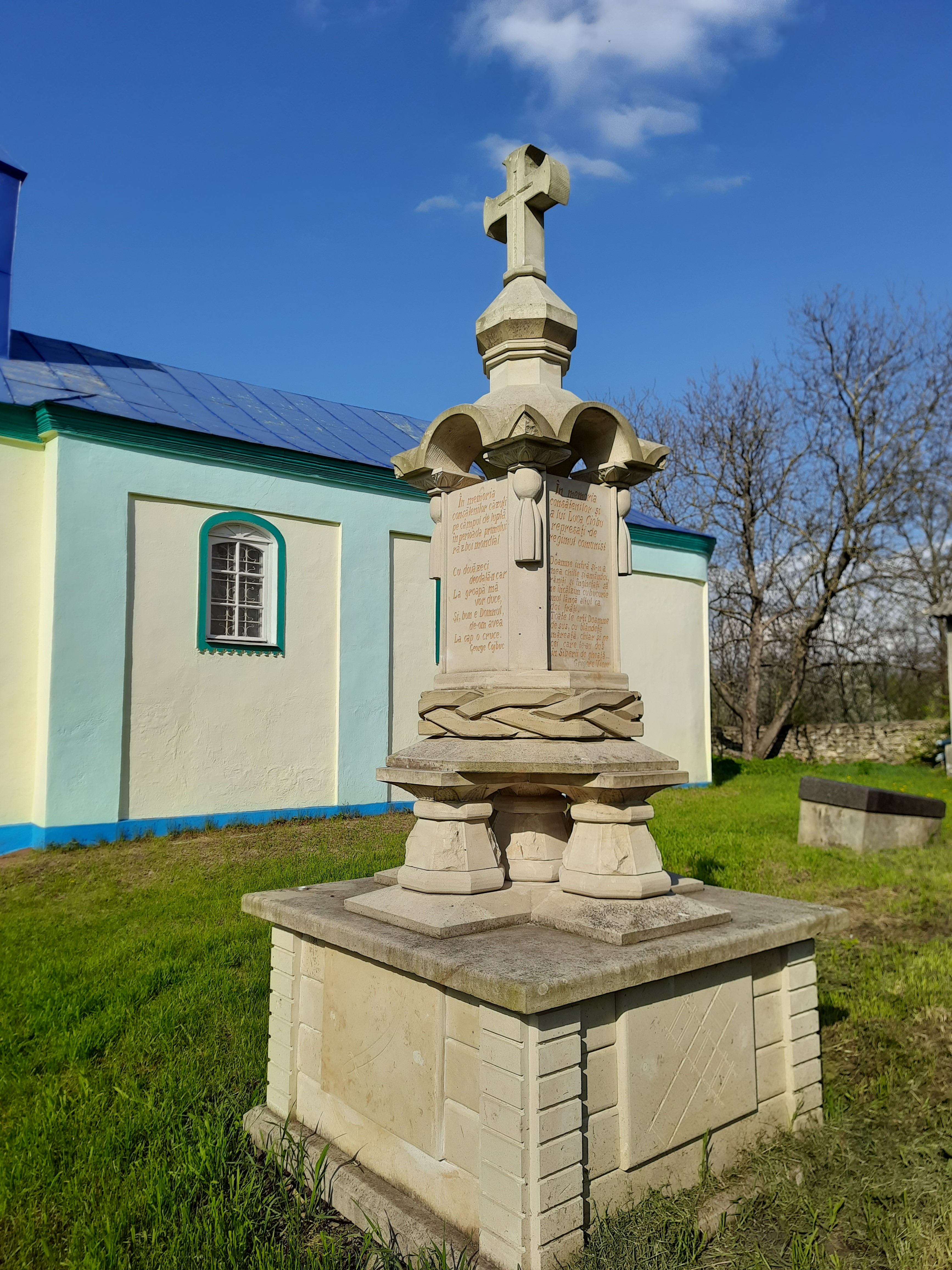
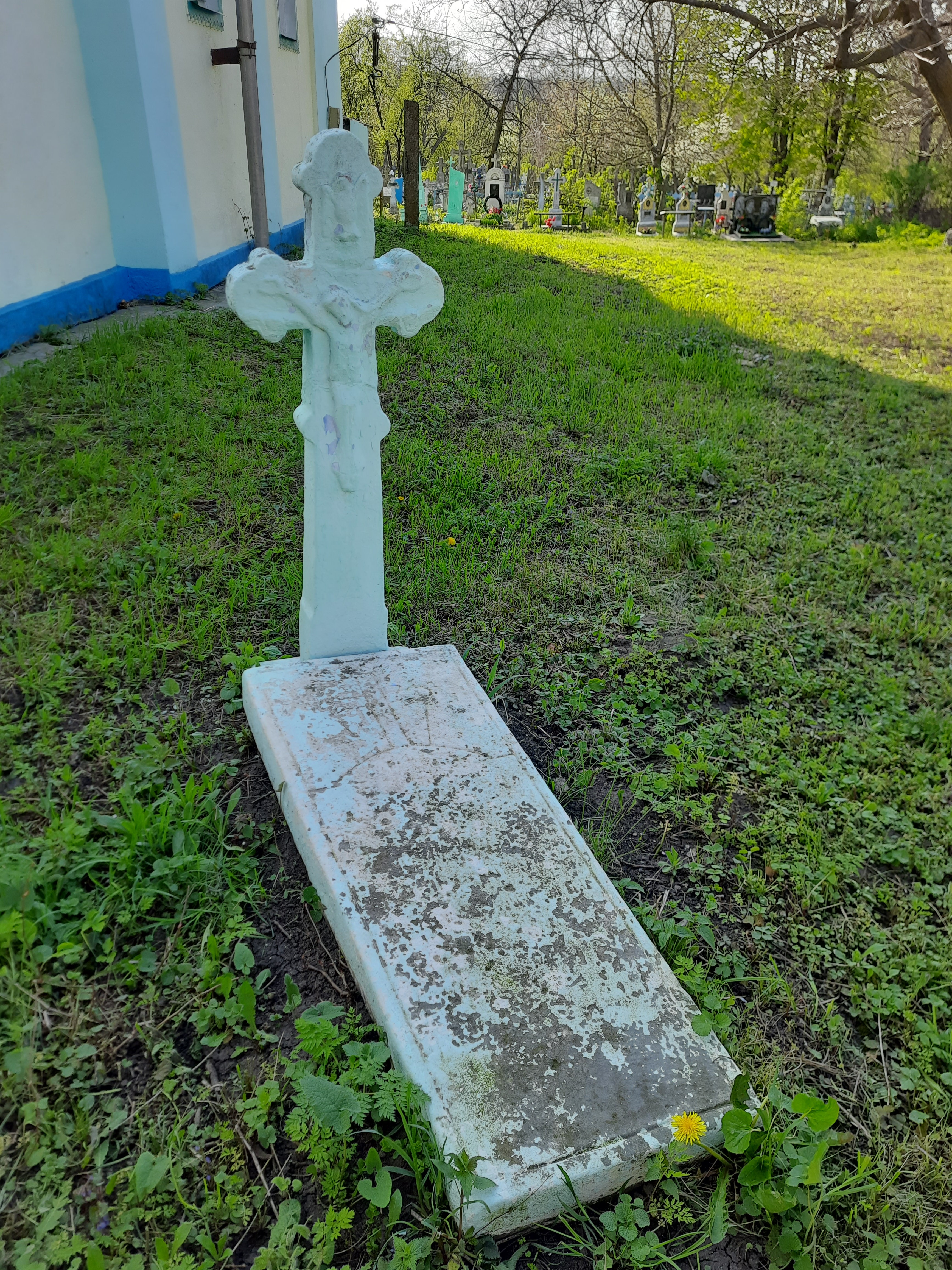

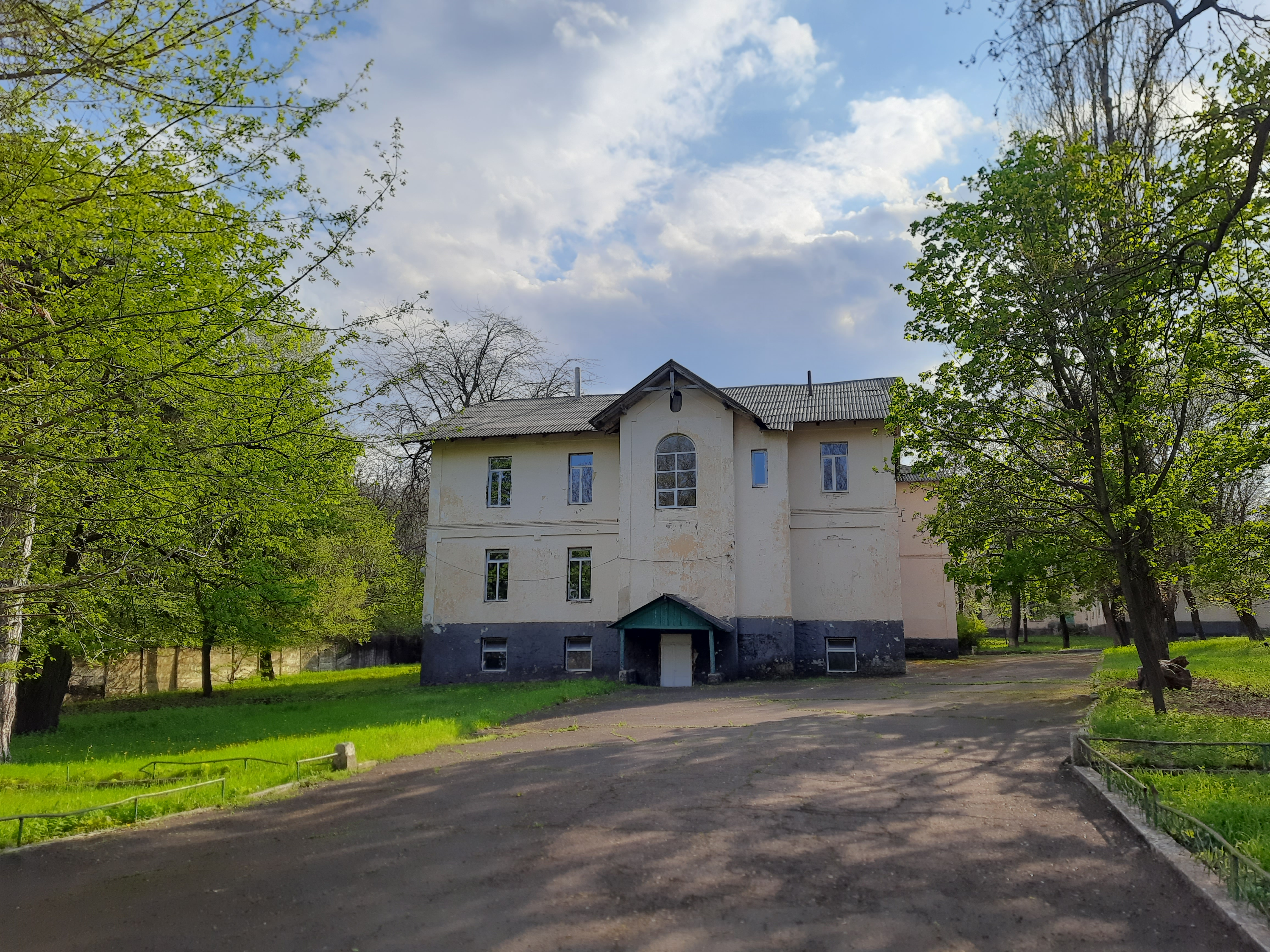
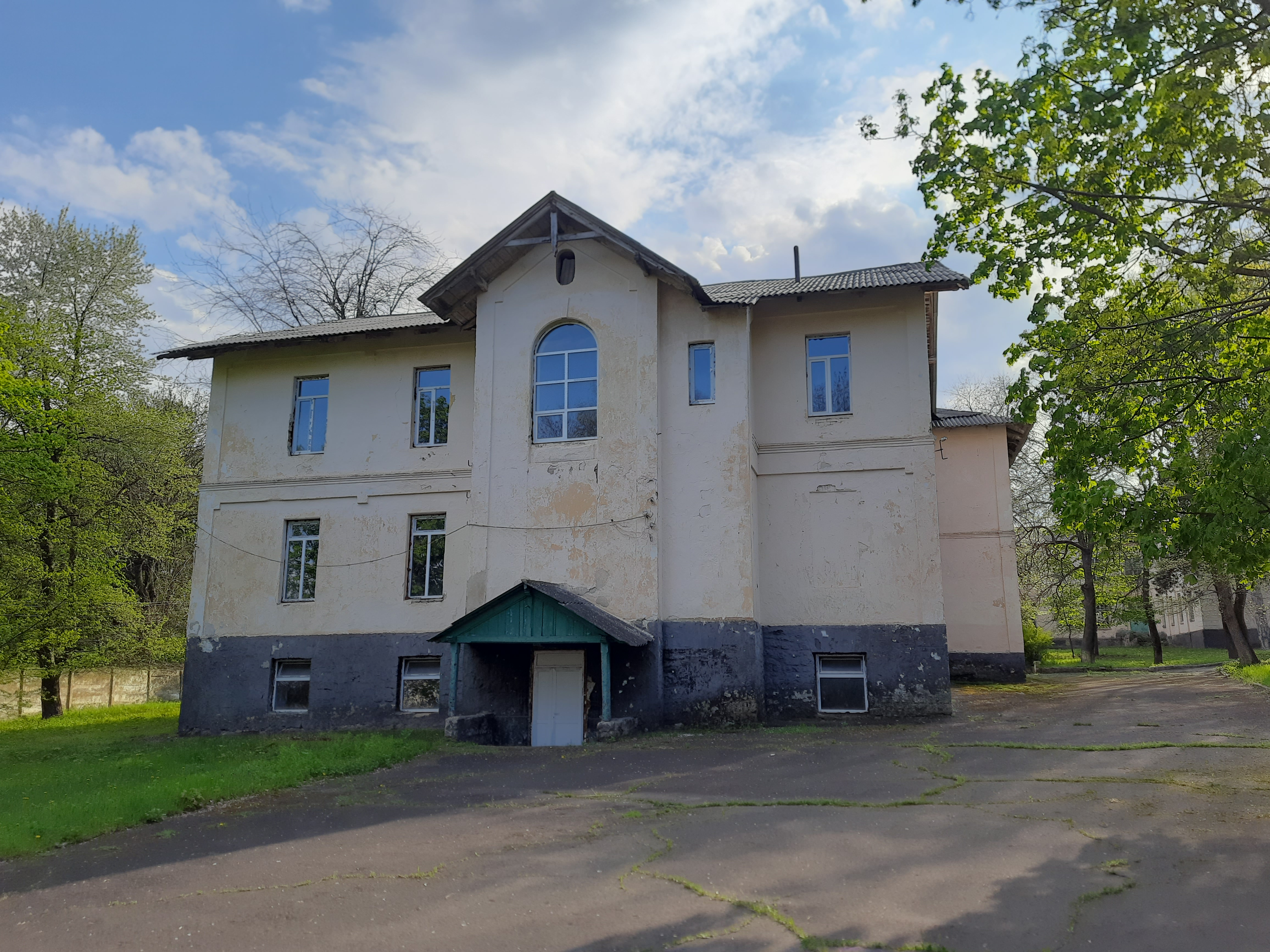
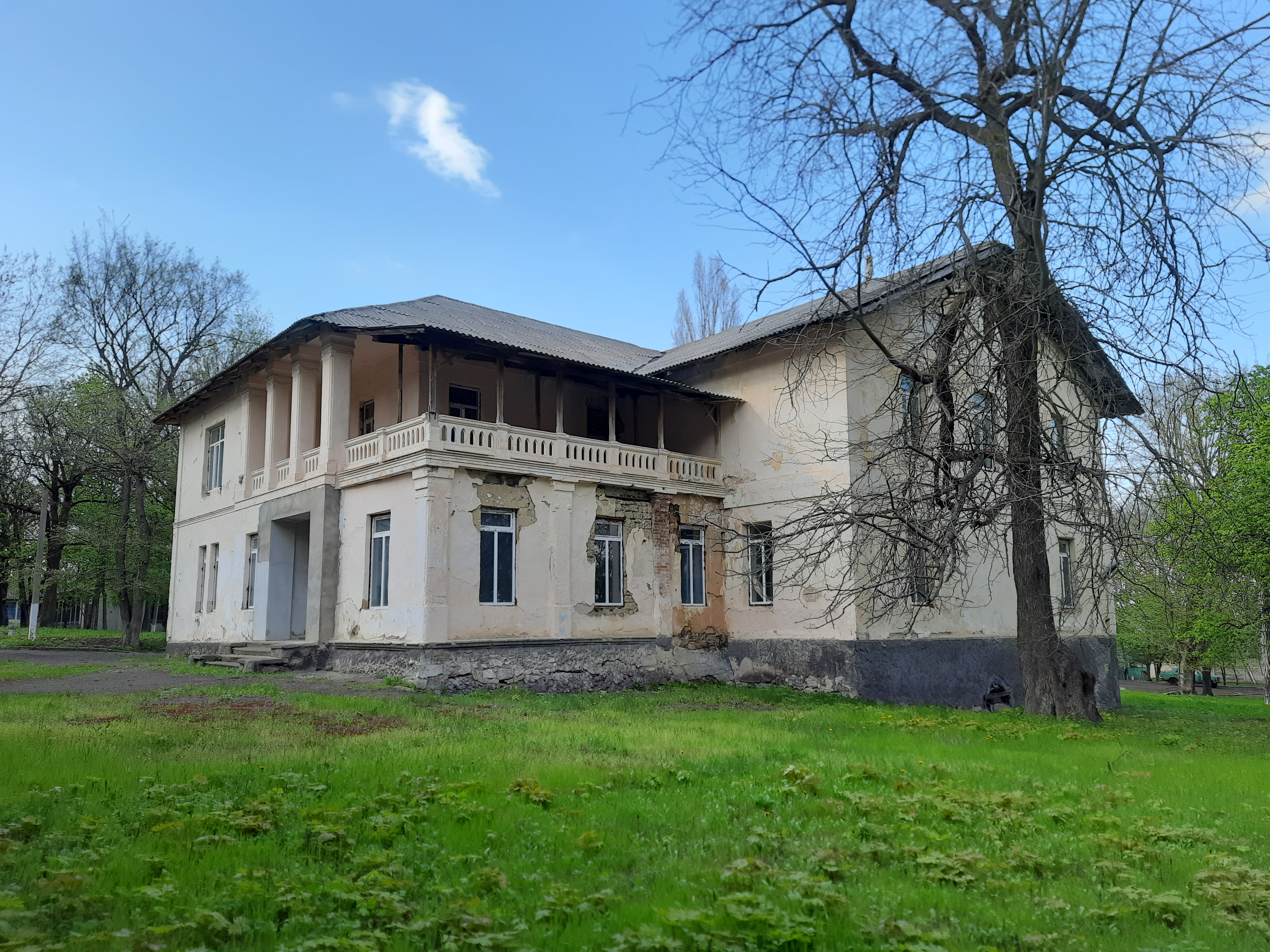
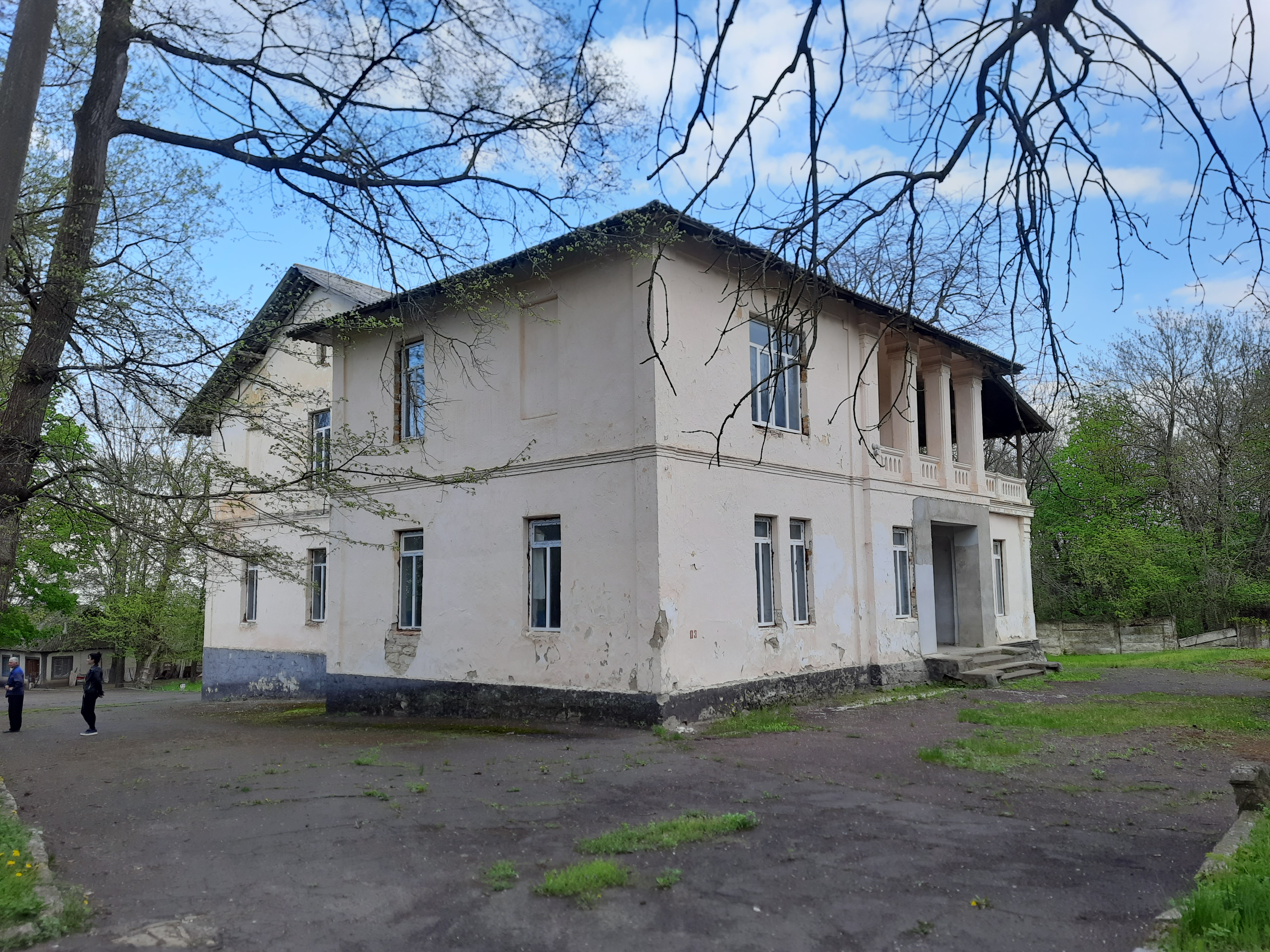
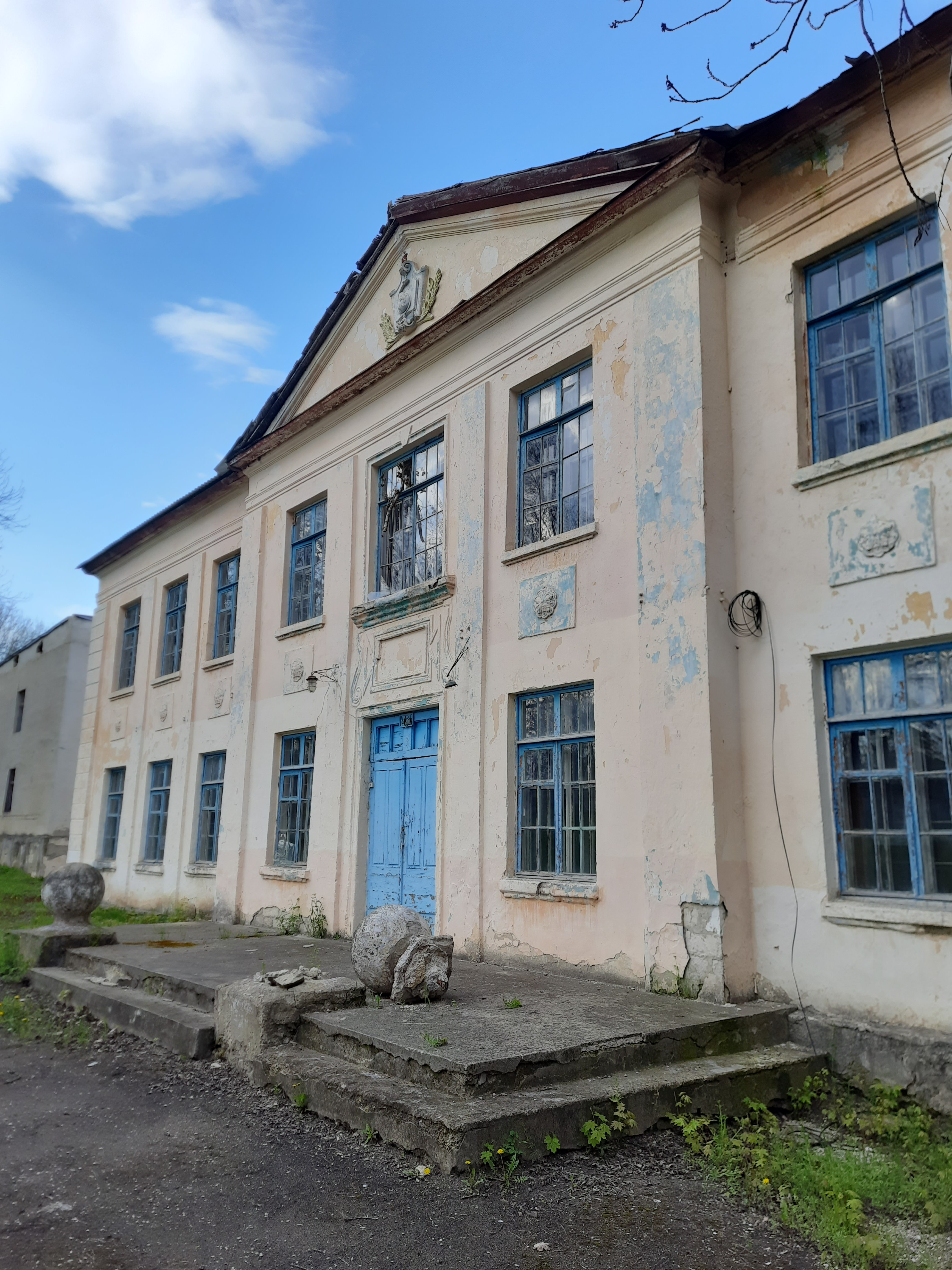
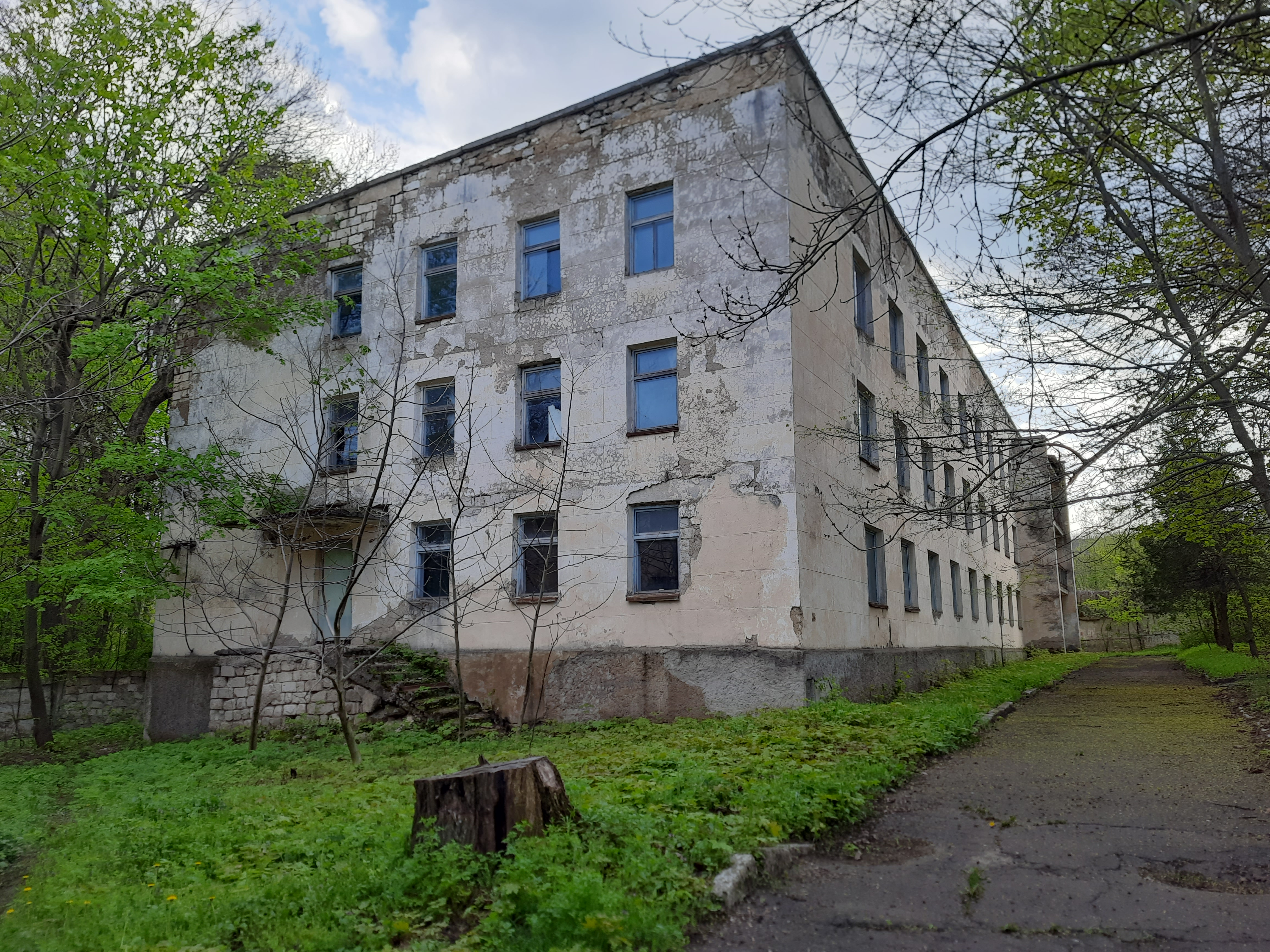
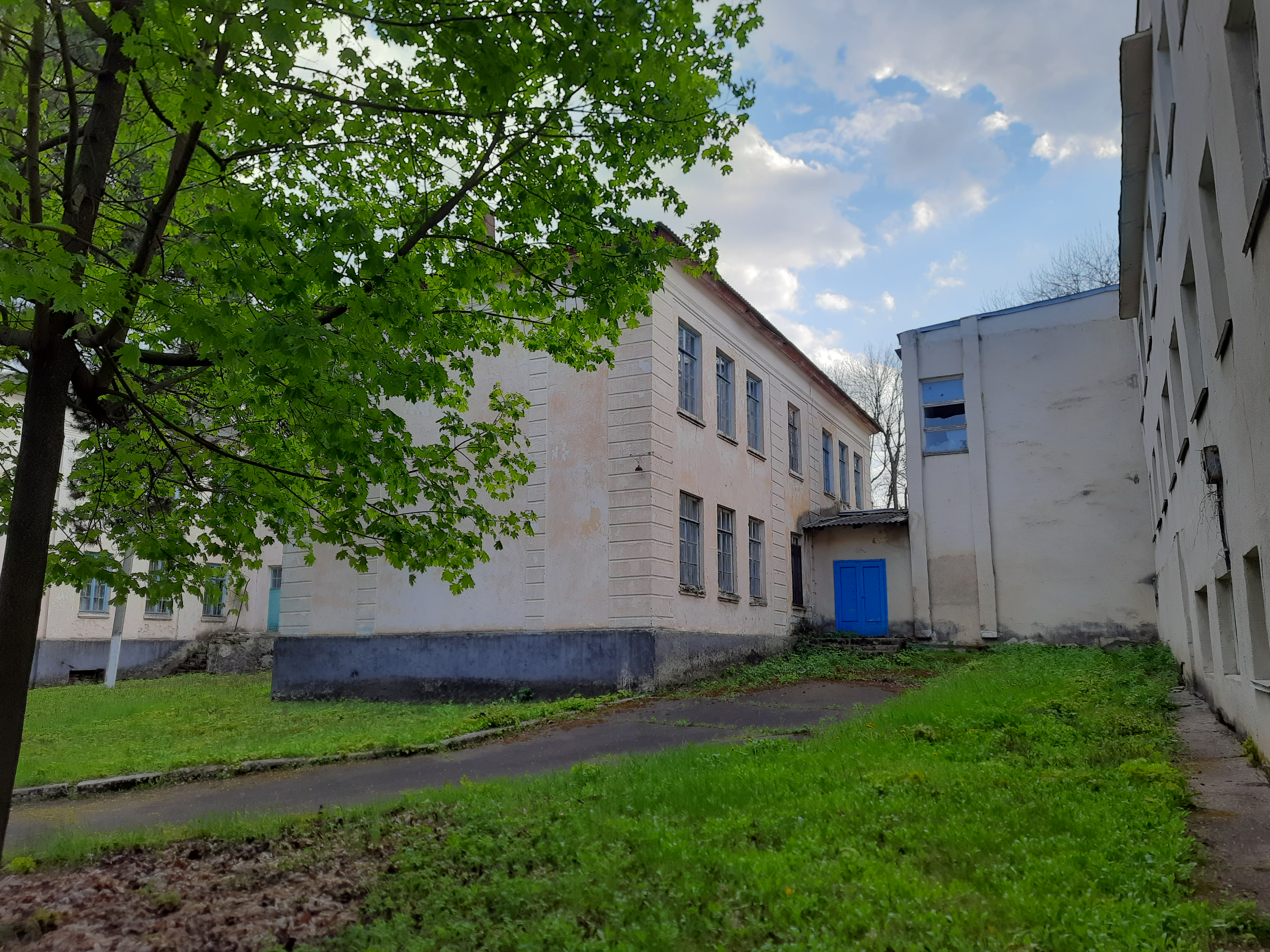
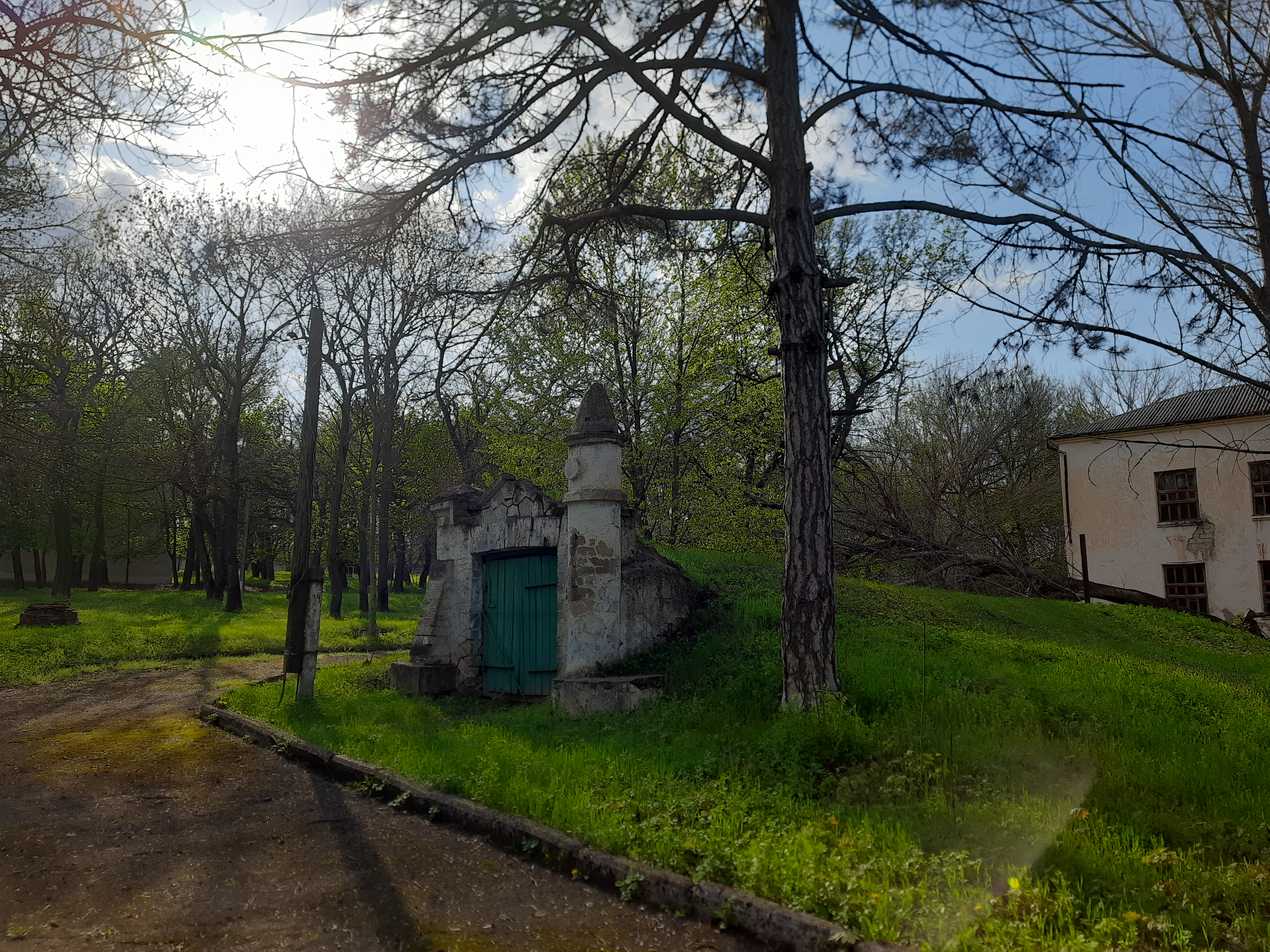

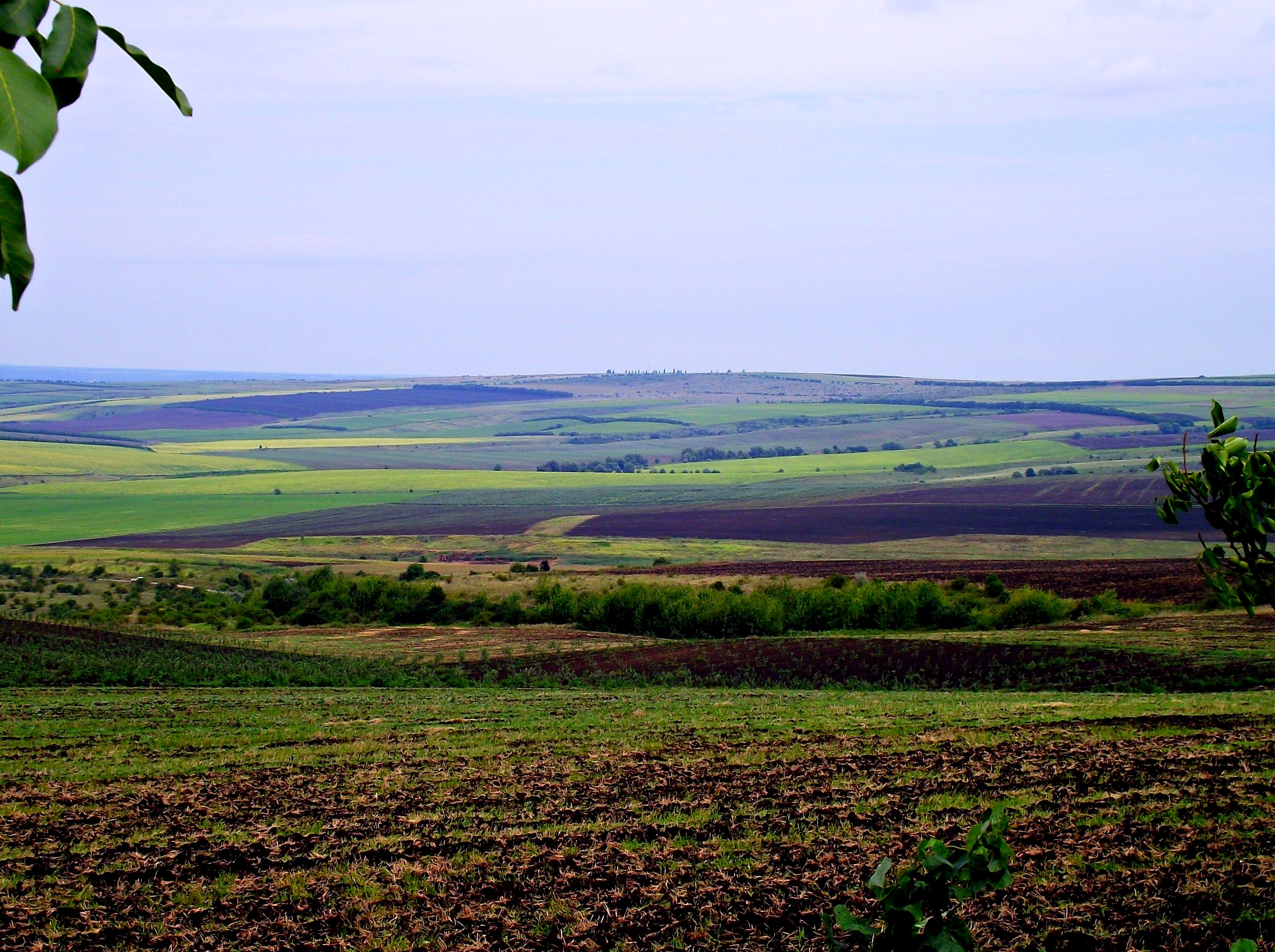
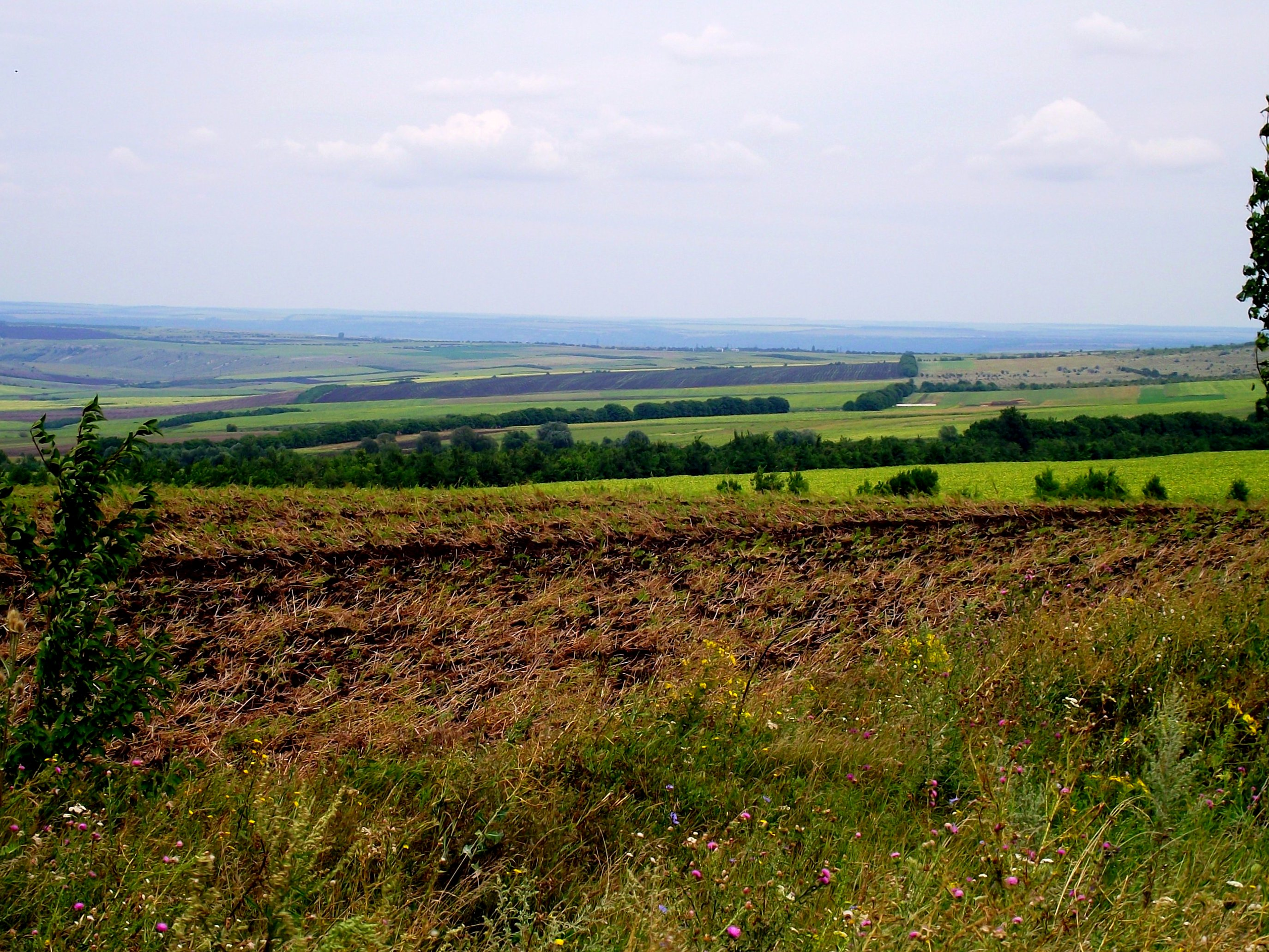
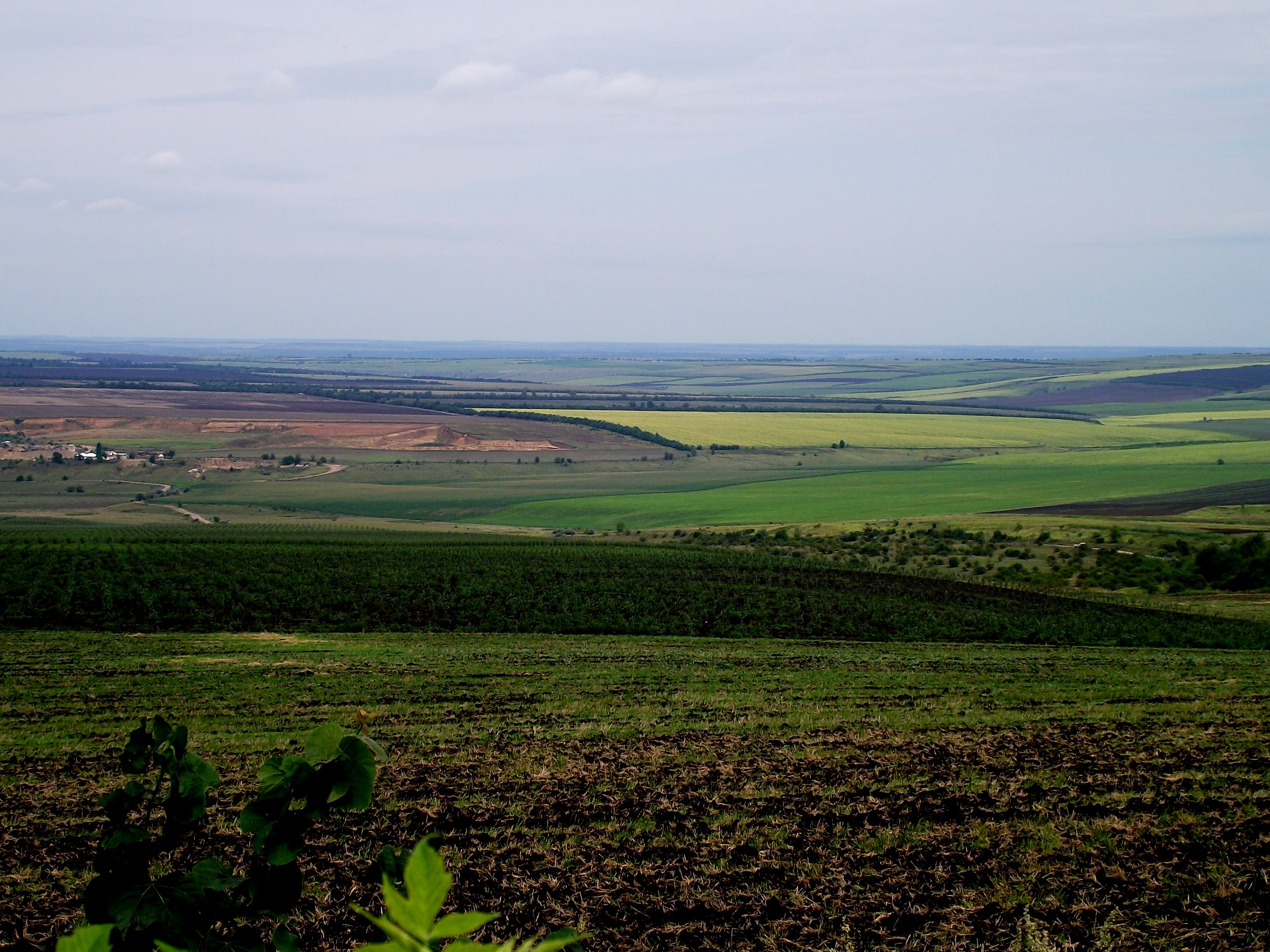
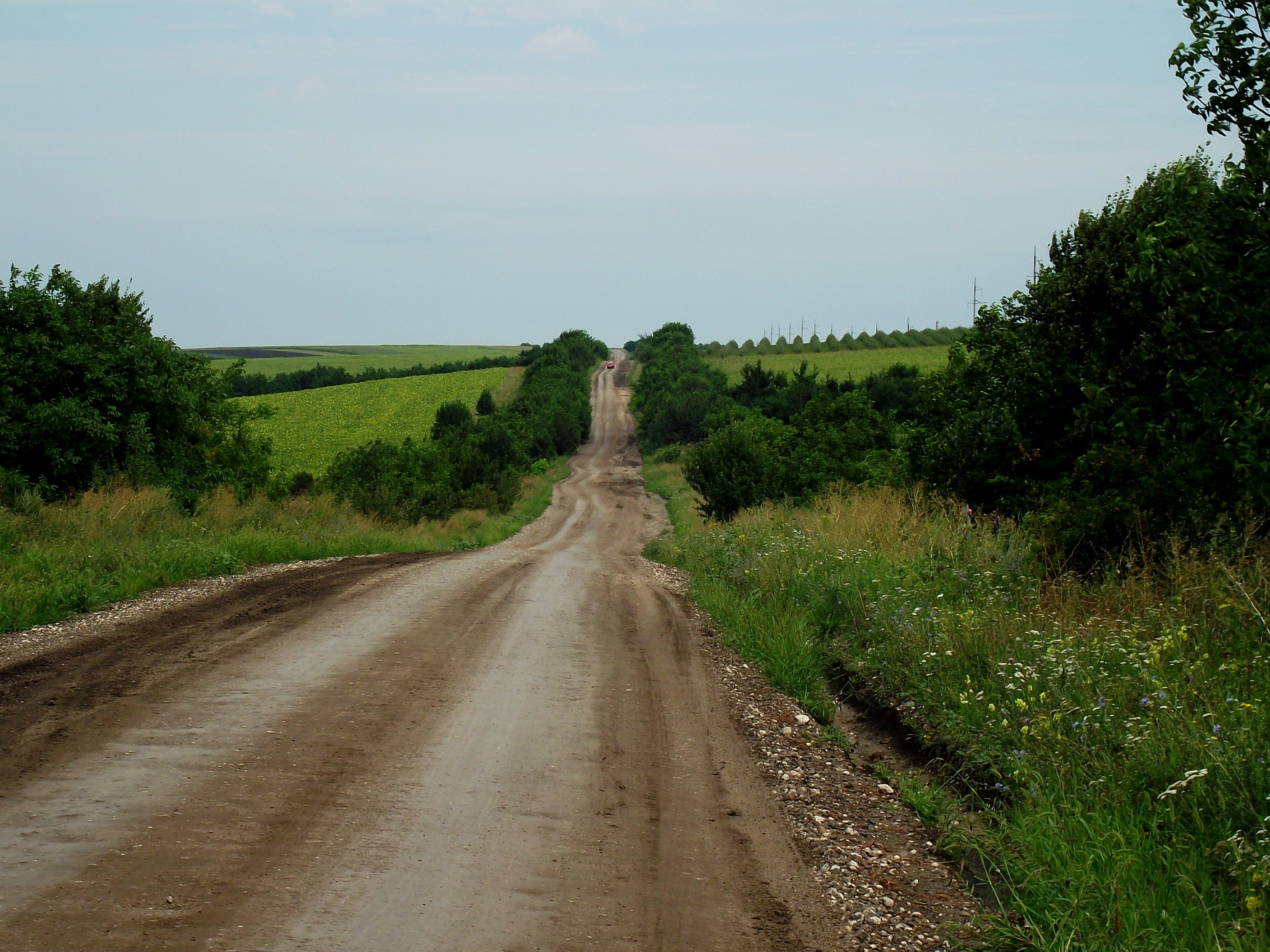

Biserica „Sf. Arhangheli” din localitate, monument ocrotit de stat.
Conacul Bjozowskz
Panorame adiacente